# Is It Any Wonder?
Is It Any Wonder? – utwór stworzony i wykonywany przez brytyjską formację Keane. Utwór został zrealizowany 29 maja 2006 roku i znalazł się na 2 albumie – Under the Iron Sea. Jest to drugi singiel z płyty, zaraz po "Atlantic", który został wydany wyłącznie w wersji cyfrowej.

## Wydanie
Jako pierwsze ukazało się wydanie cyfrowe piosenki, który zadebiutował na sklepie internetowym iTunes Store 16 maja 2006 roku. Następnie ukazała się w formie fizycznej płyty CD w dniu 29 maja 2006. Singiel zadebiutował na 15. miejscu UK Download Chart jako utwór do pobrania elektronicznego, natomiast 4 czerwca 2006 osiągnął miejsce 3. na UK Singles Chart.